# Tachi Bagarchhap
Tachi Bagarchhap ist ein Village Development Committee (VDC) in der Annapurnaregion im Distrikt Manang in Nordzentral-Nepal.
Tachi Bagarchhap liegt im Manang-Tal an der Trekkingroute Annapurna Circuit. Der VDC liegt im Flusstal des Marsyangdi an der Südflanke des Pisang. Das Distriktverwaltungszentrum Chame liegt talaufwärts, während Dharapani talabwärts liegt.
Tachi Bagarchhap umfasst mehrere Dörfer. Der Hauptort Bagarchhap liegt am rechten Flussufer des Marsyangdi auf einer Höhe von 2160 m. Weiter nördlich liegt der Ort Tache. Bei einem Erdrutsch am 10. November 1995 wurde ein Großteil des Ortes Bagarchhap zerstört. Viele Einwohner zogen daraufhin etwa einen Kilometer talaufwärts nach Danakyu. 

## Einwohnerzahl
Bei der Volkszählung 2011 hatte Tachi Bagarchhap 544 Einwohner (davon 263 männlich) in 120 Haushalten.

## Dörfer und Weiler
Tachi Bagarchhap besteht aus mehreren Dörfern und Weilern:
- Bagarchhap (2160 m ⊙)
- Baitung (2220 m)
- Danakyu (2220 m ⊙)
- Ghyunche (2180 m)
- Kyupar (2620 m)
- Rentuphant (2500 m)
- Single (3540 m)
- Tache (2340 m ⊙)